# Liste der Biografien/Hasa
Liste der Biografien |
Portal Biografien |
Personensuche
# |
A |
B |
C |
D |
E |
F |
G |
H |
I |
J |
K |
L |
M |
N |
O |
P |
Q |
R |
S |
T |
U |
V |
W |
X |
Y |
Z |
?
 
Ha |
Hd |
He |
Hi |
Hj |
Hk |
Hl |
Hm |
Hn |
Ho |
Hr |
Hs |
Ht |
Hu |
Hv |
Hw |
Hy
 
Haa |
Hab |
Hac |
Had |
Hae–Haf |
Hag |
Hah |
Hai |
Haj |
Hak |
Hal |
Ham |
Han |
Hao |
Hap |
Haq |
Har |
Has |
Hat |
Hau |
Hav |
Haw |
Hax |
Hay |
Haz
 
Hasa |
Hasb |
Hasc |
Hasd |
Hase |
Hasf |
Hasg |
Hash |
Hasi |
Hasj |
Hask |
Hasl |
Hasm |
Hasn |
Haso |
Hasp |
Hasq |
Hass |
Hast |
Hasu |
Hasv |
Hasw |
Hasz
Die Liste der Biografien führt alle Personen auf, die in der deutschsprachigen Wikipedia einen Artikel haben. Dieses ist eine Teilliste mit 70 Einträgen von Personen, deren Namen mit den Buchstaben „Hasa“ beginnt.

## Hasa
- Haša, Richard (* 1970), slowakischer Fußballspieler
- Hasa, Xhem (1908–1945), albanischer Nationalist und Kollaborateur der Achsenmächte

### Hasae
- Hasael, König von Aram (Damaskus) (etwa 845–815 v. Chr.)

### Hasag
- Hasagić, Kenan (* 1980), bosnisch-herzegowinischer Fußballtorhüter und Torwarttrainer

### Hasak
- Hasak, Max (1856–1934), deutscher Architekt und Architekturschriftsteller

### Hasan
- Hasan Ağa, osmanischer Siegelbewahrer und Chronist
- Hasan al-ʿAskarī (846–874), elfter Imam nach dem Glauben der Zwölferschiiten (Imamiten)
- Hasan al-Attar (1766–1835), muslimischer Geistlicher und Großimam der al-Azhar-Universität
- Hasan al-Basrī, al- (642–728), muslimischer Theologe und Koranexeget
- Hasan Beyzâde, türkischer Chronist und Diwan-Sekretär
- Hasan ibn ʿAlī, al- (625–670), zweiter Imam der Schiiten und Enkel des Propheten Mohammed
- Hasan ibn Sulaiman Abu'l-Mawahib, al-, Sultan von Kilwa
- Hasan ’Izz ud-din, Sultan der Malediven
- Hasan Riza Pascha (1871–1913), General in der osmanischen Armee
- Hasan Sakib, Tanzim (* 2002), bangladeschischer Cricketspieler
- Hasan Tahsin (1888–1919), türkischer Journalist und NationalheldHasan Tahsin (1888–1919)

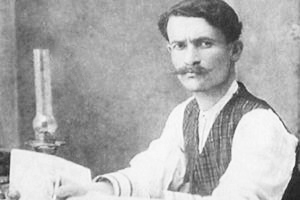
Hasan Tahsin (1888–1919)

- Hasan, Abul (1947–1975), bangladeschischer Dichter und Journalist
- Hasan, Aitizaz († 2014), pakistanischer Schüler
- Hasan, Fairoz (* 1988), singapurischer Fußballspieler
- Hasan, Ibrahem al- (* 1986), kuwaitischer Tischtennisspieler
- Hasan, Jassim (* 1989), kuwaitischer Skirennläufer
- Hasan, Mahedi (* 1994), bangladeschischer Cricketspieler
- Hasan, Malik Dohan al- (1919–2021), irakischer Politiker
- Hasan, Mehdi (1937–2022), pakistanischer Medienhistoriker und Journalist
- Hasan, Mehdi (* 1979), britischer Journalist, Autor und politischer KommentatorMehdi Hasan (* 1979)

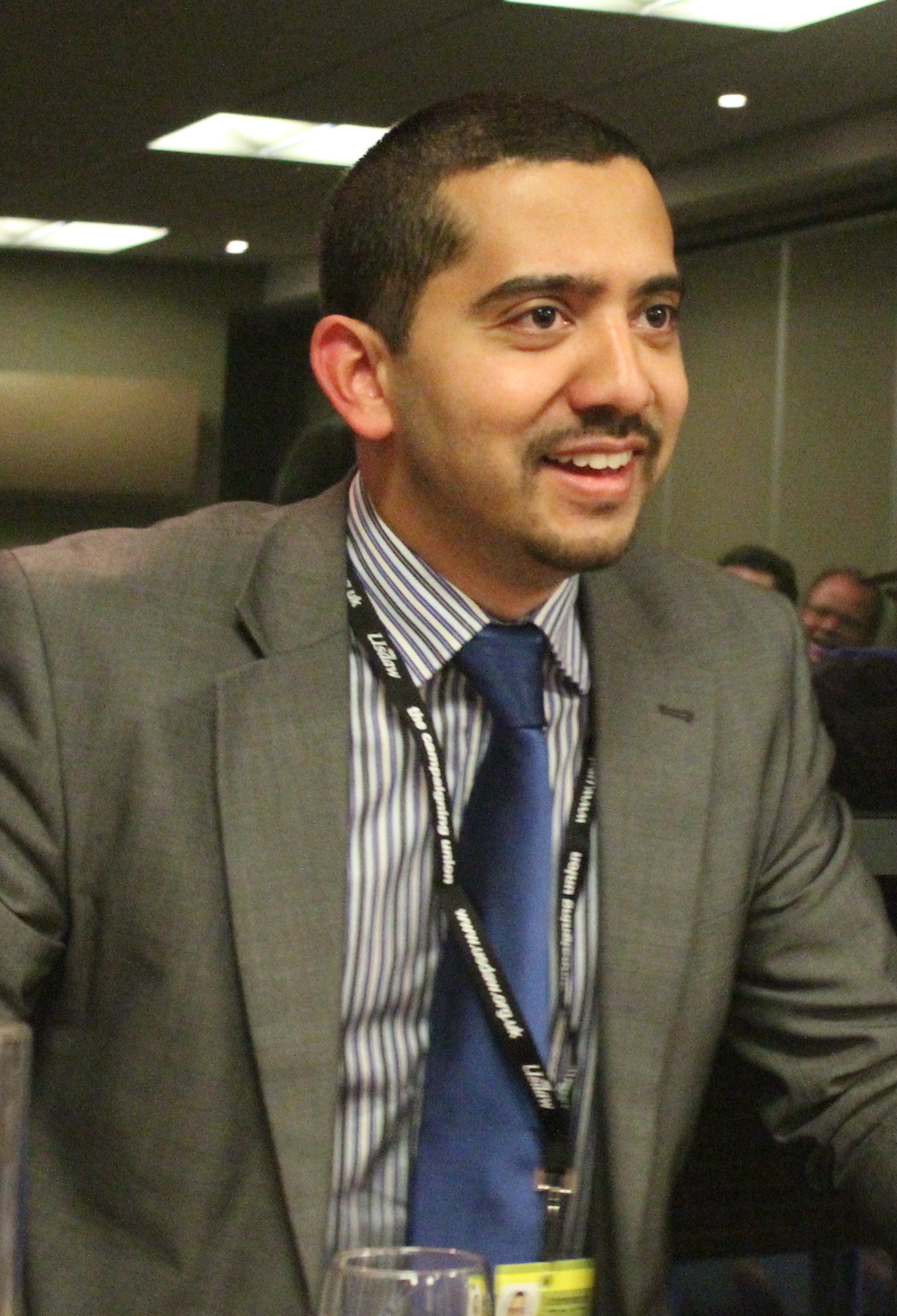
Mehdi Hasan (* 1979)

- Hasan, Mohamad (1920–2005), indonesischer Polizeigeneral, Politiker und Diplomat
- Hasan, Mohamad Al (* 1988), syrischer Fußballspieler
- Hasan, Mohamed Mehdi (* 1971), bangladeschischer Leichtathlet
- Hasan, Munir, bangladeschischer Pädagoge, IKT-Lehrbuchautor, Autor
- Hasan, Nidal Malik (* 1970), US-amerikanischer Militärpsychiater
- Hasan, Nurul (* 1990), bangladeschischer Cricketspieler
- Hasan, Suhail al- (* 1970), syrischer Brigadegeneral
- Hasan, Tanzid (* 2000), bangladeschischer Cricketspieler
- Hasan, Tayyaba, pakistanisch-US-amerikanische Dermatologin
- Hasan, Uzun (1425–1478), Herrscher der Turkmenen
- Hasan-i Sabbāh († 1124), Anführer einer ismailitischen Religionsgemeinschaft, AssassinenHasan-i Sabbāh († 1124)

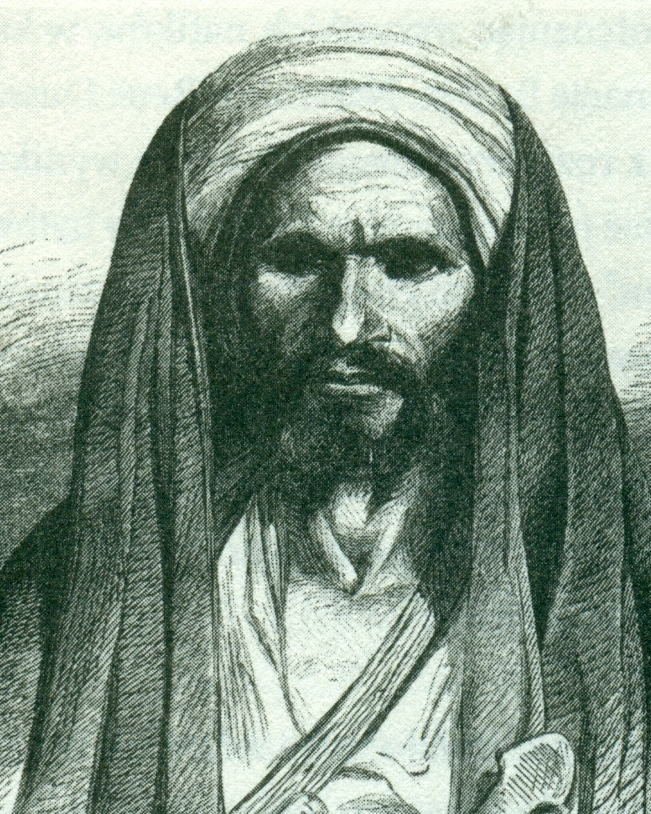
Hasan-i Sabbāh († 1124)

- Hasan-Rokem, Galit (* 1945), finnisch-israelische Folkloristin
- Hasan.K, deutscher Rapper
- Hasana, persische Sängersklavin
- Hasanbegović, Nedim (* 1988), deutsch-bosnischer Fußballspieler
- Hasanbegović, Zlatko (* 1973), kroatischer Historiker, Aktivist und Politiker
- Hasancık, Göksu (* 1987), deutsch-türkischer Fußballtorhüter
- Hasanefendić, Sead (* 1948), kroatischer Handballtrainer
- Hasanen, Pertti (* 1954), finnischer Eishockeytorwart
- Hasani, Ferhan (* 1990), mazedonischer Fußballspieler
- Hasani, Hadschim al- (* 1954), irakischer Sunnit und Politiker
- Hasani, Igli, albanischer Politiker (PS)
- Hasani, Shpend (* 1996), deutsch-kosovarischer Fußballspieler
- Hasani, Shpëtim (* 1982), kosovarischer Fußballspieler
- Hasani, Sinan (1922–2010), jugoslawischer Politiker und Schriftsteller
- Hasani, Tadsch ad-Din al- (1885–1943), syrischer Politiker und islamischer Theologe
- Hasanin, Omar (* 1978), syrischer Radrennfahrer
- Hasanoski, Senol (* 2005), österreichischer Fußballspieler
- Həsənov, Cəbrayıl (* 1990), aserbaidschanischer Ringer
- Həsənov, Faiq (* 1940), aserbaidschanischer Schachschiedsrichter, -funktionär und Fernsehmoderator
- Həsənov, İmamyar (* 1975), US-amerikanisch-aserbaidschanischer Kamantschespieler
- Hasanov, Natig (* 1977), aserbaidschanischer Gewichtheber
- Həsənov, Ramin (* 1977), aserbaidschanischer Diplomat
- Həsənov, Sərdar (* 1985), aserbaidschanischer Gewichtheber
- Həsənova, Rəhilə (1951–2024), aserbaidschanische Komponistin
- Həsənova, Südabə (* 1947), aserbaidschanische Politikerin und Richterin
- Hasanović, Edin (* 1992), deutsch-bosnischer SchauspielerEdin Hasanović (* 1992)

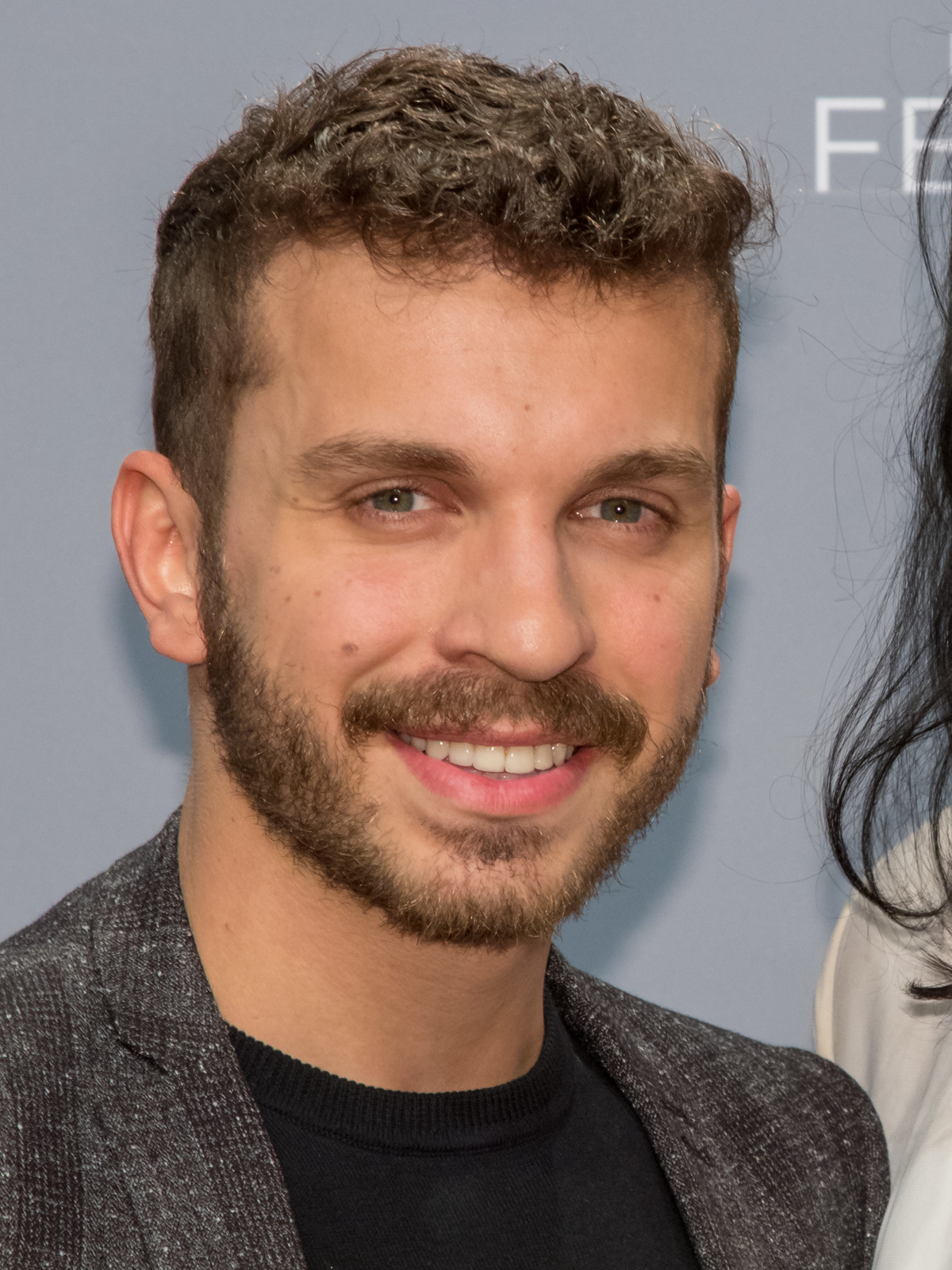
Edin Hasanović (* 1992)

- Hasanović, Esad (* 1985), serbischer Radrennfahrer
- Hasanović, Halid (* 1992), bosnischer Fußballspieler
- Hasanovic, Mirsad (* 1995), Schweizer Fussballspieler
- Hasanović, Nihad (* 1974), bosnischer Schriftsteller und Übersetzer
- Həsənzadə, Mirzə Hüseyn (* 1869), aserbaidschanischer Lehrer

### Hasar
- Hasaranga, Wanindu (* 1997), sri-lankischer Cricketspieler

### Hasas
- Hasas, Chajim (1898–1973), israelischer Schriftsteller

### Hasau
- Hasau, Aljaksandr (* 1946), sowjetischer Sportschütze